# Glückwunschkarte

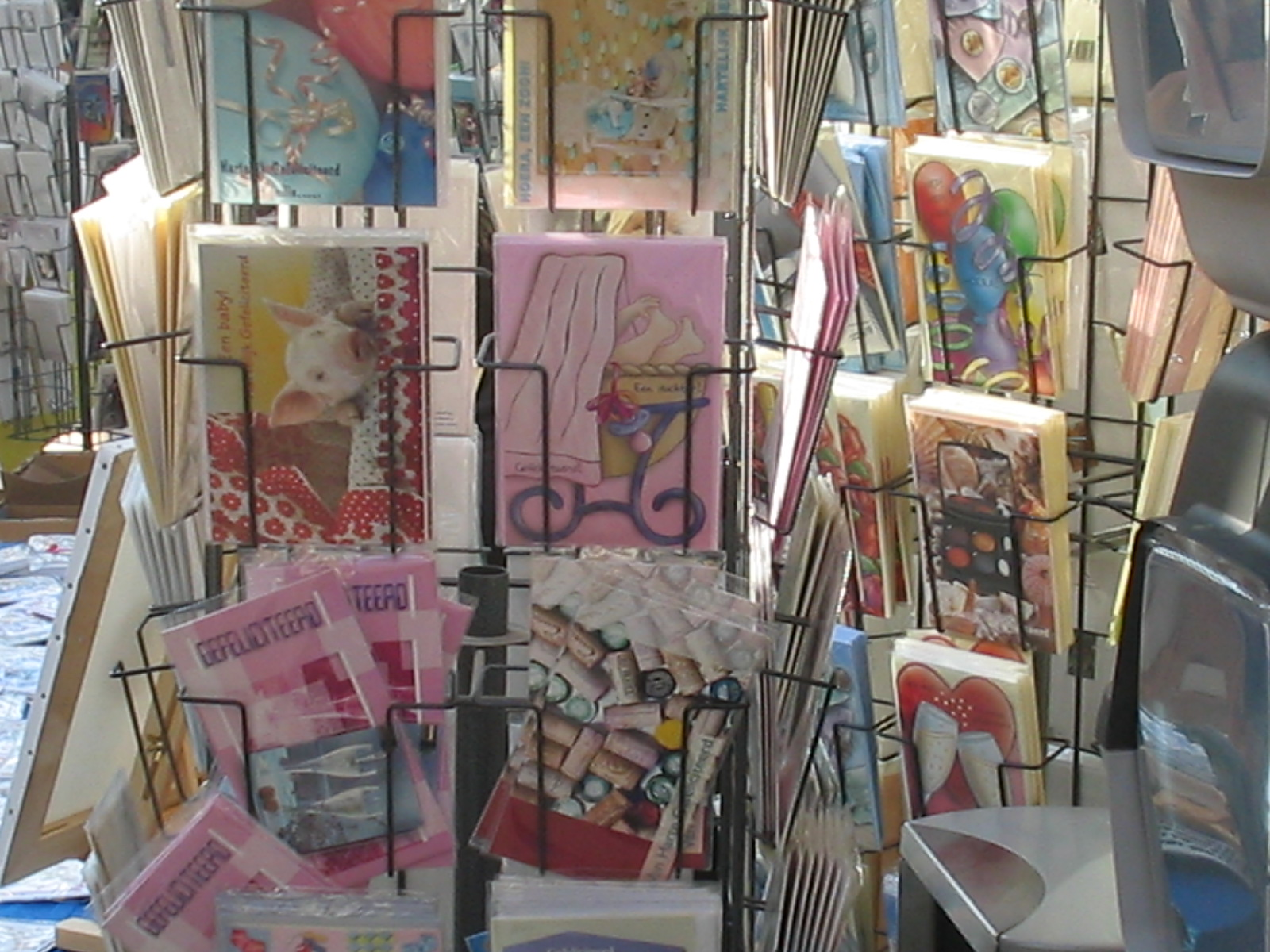
Glückwunschkarten in einem Postkartenständer

Eine Glückwunschkarte (auch Glückwunschbillet) ist eine illustrierte Karte, die meist zu besonderen Anlässen wie Geburtstagen, Hochzeiten oder an Feiertagen wie Weihnachten an Bekannte als kleine Aufmerksamkeit, auch zusammen mit Geschenken, versandt wird. Häufig sind solche Karten mit Glückssymbolen, wie z. B. Hufeisen, vierblättrigen Kleeblättern oder Marienkäfern bedruckt. Teilweise handelt es sich dabei um aufklappbare gefaltete Karten, die gewöhnlich in einem verschlossenen Umschlag überbracht werden. Es gibt sie aber auch in Form von einteiligen, offen lesbaren Ansichtskarten. Karten speziell zur Geburt, Taufe oder Hochzeit sind meist Klappkarten die im Kuvert versendet werden.
Der internationale Berufsverband Greeting Card Association vertritt die Interessen der Hersteller von Glückwunschkarten. Mitglieder sind hier zum überwiegenden Teil US-amerikanische Hersteller. In Deutschland werden Hersteller auch durch die Arbeitsgemeinschaft der Hersteller und Verleger von Glückwunschkarten (AVG) vertreten.
Glückwunschkarten, wie zum Beispiel Geburtstagskarten, werden oft auch persönlich an den Adressaten übergeben. Sie dienen dann meist als Ergänzung zu einem Geschenk, oder einem Blumenstrauß und vermitteln eine persönliche Note. Heute lassen sich Glückwunschkarten mit Hilfe des Computers individuell gestalten. Professionelle Glückwunschkarten können Extras enthalten, wie kleine gespeicherte Melodien, die beim Öffnen abgespielt werden, oder Gutscheine für Waren.
Elektronische Glückwunschkarten (E-Cards) nutzen den Computer als Übertragungsmittel. Sie werden in der Regel per E-Mail versandt. Der Empfänger muss dabei die Glückwunschkarte öffnen oder von einem Provider abholen. Solche Karten waren häufig virenverseucht, so dass die Akzeptanz etwas zurückgegangen ist.

## Geschichte
Der Brauch, Glückwunschkarten zu versenden, welcher die übliche persönliche Visite zu Feierlichkeiten ersetzen sollte, geht weit über das Versenden von Postkarten zurück. Bereits im Jahr 1415 wurde die erste Glückwunschkarte Europas und im Jahr 1493 die erste Glückwunschkarte Deutschlands versandt. Grafische Glückwunschkarten kleinen Formats mit Bildern, Versen und kleinen Texten, die zur Gelegenheitsgrafik zählen, wurden, zunächst in der gehobenen Gesellschaft, in den 1770er Jahren modern. Sie wurden in teilweise kolorierten Kupferstichen, als Lithografie und Chromolithografie, sowie später auch mittels fotografischer Drucktechniken hergestellt. Billige Erzeugnisse wurden auch als Holzschnitte angefertigt. Neben einfache, nur ornamental geschmückte Kärtchen traten Luxuspapiere mit Prägedruck, Ausgestaltungen als Klapp- und Ziehkarten, als Transparent- und Durchsteckkarten usw. Es entwickelten sich Wunschkartenverlage und zur Herstellung eine eigene Industrie. Verbreitet wurden die Karten über Papierläden und Straßenhändler. An diese Kartenkultur knüpften später die Glückwunschpostkarten an.

## Verbreitung
Bevor sich die Telefonie verbreitete, waren die Glückwunschpostkarten eine schichtenübergreifende, sehr beliebte Form, zu feierlichen Anlässen oder Jubiläen, Glückwünsche an Verwandte und Bekannte und Verwandte zu übermitteln. Die Bedeutung von Grußkarten ist trotz der Dominanz von elektronischen Kommunikationsmitteln groß. In einer Studie der Schweizer Post wurde insbesondere der hohe persönliche Charakter der postalischen Medien als Grund hierfür angeführt. Für Deutschland belegt eine Studie der GfK den Verkauf von 637 Millionen Glückwunschkarten im Jahr 2010. Das entspricht durchschnittlich 8,3 Karten pro Person im Jahr. Außerdem seien Frauen und über 60-Jährige häufiger Käufer von Grußkarten.
Die größten amerikanischen Hersteller, Hallmark Cards und American Greetings, machen Milliardenumsätze. Die Netflix-Dramödie Girlfriend’s Day (2017) spielt vor dem Hintergrund der Glückwunschkarten-Industrie.